# Vlad III Dracula
Vlad III Dracul[a], även känd som Vlad Pålspetsaren, född troligen 1431 i Sighișoara i Transsylvanien som son till Vlad II Dracul, död 1476, var en furste (rumänska: vojvod) av Valakiet i nuvarande södra Rumänien åren 1448, 1456–1462 och 1476. Han är också känd som Vlad III Basarab, Vlad Ţepeş (uttal /'tsepeʃ/) eller Vlad Draculea.
Han kom att stå som modell för den grymme blodsdrickande Greve Dracula i Bram Stokers roman Dracula, dock kraftigt skönlitterärt vinklad. Som furste kämpade verklighetens Dracula mot det Osmanska rikets expansion.

## Biografi
På grund av Vlad III Draculs skräckinjagande grymhet förblev Valakiet oberoende i en tid när grannländerna införlivades med Osmanska riket. Han var framför allt känd för att kanta vägarna med infångade fiender vilka hade pålats levande på störar.
Faderns titel, Dracul, härrör från det latinska draco (draken) som är fonetiskt mycket nära det rumänska dracu (djävul). Vlad Dracul valdes in i en religiös riddarorden som kallades Drakens orden (Societas Draconistrarum), grundad 1378 av den ungerske kungen Sigmund av Luxemburg, och därifrån fick han sitt namn. Sonen Vlad III kom senare att benämnas "Dracul", (på rumänska Djävulen). Å andra sidan berättar många rumänska källor från den tiden att Dracula var en "hård men rättvis" härskare som försvarade sitt folk såväl mot osmanerna som mot bojarerna.

### Sjuk av fångenskap
Fadern Vlad II var vojvod av Valakiet under åren 1436-1442. År 1442 sändes sonen Vlad Ţepeş tillsammans med brodern Radu av politiska skäl som gisslan till den osmanske sultanen Murad II. Man tror att Vlad Ţepeş (den blivande Vlad III Dracula) under denna fångenskap utvecklade en psykos, ett hat och en grymhet som senare skulle komma till uttryck under hans regering. Till det torde även händelserna runtom, hans far och bror mördades (den äldsta brodern torterades och begravdes levande av bojarer från Târgoviște), ha varit av betydelse. Efter att fadern 1447 mördats av tronpretendenten Vladislav II av Valakiet släpptes han fri och tog upp sin fars anspråk på tronen - vilket skulle uppta åtskilliga år av hans liv framöver. 
Först 1456 lyckades Vlad Dracula döda sin fars mördare Vladislav II och inta Valakiet. Därefter började han genast förföljandet av bojarerna av Târgoviște. De äldre pålades och de yngre tvingades marschera utan rast till byn Poenari, där de överlevande fick börja bygga en borg på tidigare ruiner av ett gammalt kastell.

### Ingen bloddrickande vampyr

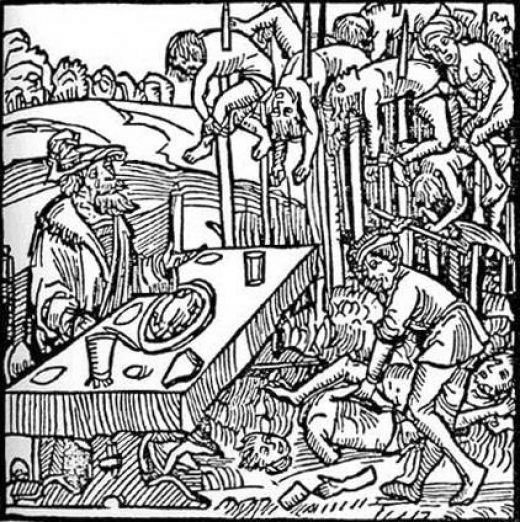
Vlad Dracula intar en måltid intill sina pålspetsade offer.

Vlad Dracula var aldrig någon riktig vampyr såsom senare utmålats i skönlitterära sammanhang. Det finns inga bevis för att han någonsin skulle ha druckit blod, men bilden av en blodtörstig furste framträder likväl. På en äldre teckning (se bild) sitter han och äter middag på ett fält med pålade människor runt omkring sig. Detta kan mycket väl vara en sann bild då Dracula ofta såg på då fångar torterades eller avrättades, och då det tar en ansenlig tid att påla ett så stort antal människor som den kompromisslöse fursten verkligen lät påla, kan han ha ätit på fältet under tiden.[källa behövs]

### Grymma straffmetoder
Dracula blev med tiden ökänd för grymma bestraffningsmetoder; hans favoritstraff var att spetsa folk på pålar varför han kom att kallas Vlad Topaz, eller på turkiska Kazıklı Voyvoda (uttalas [kazɯkˈɫɯ]) - Vlad Pålspetsare. Det var denna teknik han 1457, 1459 och 1460 använde mot transsylvanska tysktalande saxare han kommit i konflikt med.
Sedan Vlad Dracula år 1462 gjort motstånd mot osmanerna, segrade han i flera slag. För att bestraffa honom skickade sultan Mehmed II ut en armé två gånger större än furstens. Vlad slog till reträtt, brände byarna efter sig och förgiftade brunnarna så att den osmanska armén inte fann något att äta eller dricka. När sultanen äntligen nådde huvudstaden möttes han av 20 000[källa behövs] pålspetsade osmanska fångar, en syn som sultanens officerare tog starkt intryck av, varvid den trötta och hungriga armén slog till reträtt. Senare under året förlorade han dock ett slag, varefter osmanerna intog slottet Poenari och Vlad flydde till Transsylvanien och togs sedan tillfånga av den ungerska kungen, som hade fått höra ett falskt rykte om att Vlad Dracula planerade att alliera sig med Osmanska riket mot Ungern.

### Död i strid
Vlad Dracula dog sedermera i en strid år 1476 mot en armé ledd av Basarab Laiotă cel Bătrân. Flera källor uppger att fursten begravdes i klostret i Snagov, men samtidigt framhävs osäkerheten i dessa uppgifter, då de i klostret nu levande munkarna bestämt nekar till detta.

### Familj
Vlad Dracula gifte sig två gånger och fick tre söner och ett okänt antal döttrar. Den första hustrun dog år 1462, enligt ryktet genom självmord av rädsla för att bli tillfångatagen av turkarna, som just anföll slottet Poenari där hon bodde. Den andra hustrun var en ungersk adelsdam vid namn Ilona Szilágy, som var släkt med den ungerska kungen och som han träffade när han hölls fången av denne. I samband med giftermålet konverterade han från ortodoxin till katolicismen.
Både den äldste sonen, Minhea, som liksom fadern hade rykte om sig att vara grym och som var furste (vojvod) av Valakiet åren 1508-1509, och den tredje sonen, som liksom fadern hette Vlad, fick egna ättlingar, men båda ättegrenarna dog ut på svärdssidan på 1600-talet.

## Dracula i litteraturen
Bram Stokers har i boken Dracula lånat stoff från vojvoden Vlad III Dracula, dock är det inte mycket i handlingen som överensstämmer med verkligheten. Vampyren greve Draculas slott ligger på en plats i norra Transsylvanien som Vlad III Dracula inte hade någon anknytning till, men däremot ättlingarna till hans tredje son. Denna släkt, som dog ut på svärdssidan i början av 1600-talet, hade gjort Dracula (oftast stavat Drakulya) till sitt släktnamn, och en möjlig tolkning av romanfiguren är att denne inte själv vet om han är den valakiska fursten eller någon av dennes transsylvanska ättlingar innan han blir vampyr.